# Imelda Staunton
Dame Imelda Mary Philomena Bernadette Staunton, född 9 januari 1956 i London, är en brittisk film- och teaterskådespelare.

## Biografi
Imelda Staunton föddes i Archway i London och hennes föräldrar var irländska katoliker som invandrat till England. Hennes far, Joseph Staunton, var  grovarbetare från Ballyvary och hennes mor, Bride McNicholas, var  frisör från Bohola. Från 11 till 17 års ålder gick hon på La Sainte Union Convent School, en katolsk skola för flickor, och senare studerade hon vid Royal Academy of Dramatic Art.
Staunton har varit med i en mängd olika musikalproduktioner, bland annat The Wiz, Into the Woods och Sweeney Todd: The Demon Barber of Fleet Street. Hennes genombrott kom med filmen Vera Drake från 2004, där hon spelade huvudrollen som Vera Drake. Stauntons övriga kända filmroller inkluderar bland annat den illvilliga häxan Dolores Umbridge i filmerna Harry Potter och Fenixorden och Harry Potter och dödsrelikerna – Del 1.

### Utmärkelser
Imelda har blivit nominerad och vunnit flera utmärkelser under sin karriär.
Bland annat fem Laurence Olivier Awards-nomineringar för bästa skådespelerska i musikal. Hon vann 1991 för sin roll ("The Baker's Wife") i musikalen Into the Woods och 2013 (som rollen "Mrs.Lovett") i musikalen Sweeney Todd: The Demon Barber of Fleet Street.
1985 vann hon två Laurence Olivier Awards-utmärkelser i kategorin Bästa Kvinnliga Biroll för sin roll i pjäserna A Chorus of Disapproval och The Corn Is Green.
SAG-nominerad för sin roll i Förnuft och känsla 1995 och senare i Shakespeare in Love 1998.
Hennes hittills mest utmärkande prestation är 2004 i rollen som "Vera Drake" i filmen med samma namn. Med över 15 utmärkelser och 10 nomineringar, bland dessa även BAFTA för bästa kvinnliga skådespelerska i huvudroll.
Hon adlades till Dame Commander of the Order of the British Empire (DBE) 2024.
- Laurence Olivier Award för bästa biroll,  1985
- Laurence Olivier Award för bästa kvinnliga skådespelare i en musikal,  1991
- Screen Actors Guild Award för bästa rollbesättning i en långfilm, för Shakespeare in Love,  1999
- Los Angeles Film Critics Association Award för bästa kvinnliga skådespelare, för Vera Drake,  2004
- New York Film Critics Circle Award för bästa kvinnliga skådespelare, för Vera Drake,  2004
- Toronto Film Critics Association Award för bästa kvinnliga skådespelare, för Vera Drake,  2004
- National Society of Film Critics Award för bästa kvinnliga skådespelare, för Vera Drake,  2004
- European Film Awards, bästa kvinnliga skådespelare, för Vera Drake,  2004[7]
- London Film Critics Circle Award för årets kvinnliga huvudroll, för Vera Drake,  2004
- British Independent Film Award för bästa kvinnliga skådespelare i en British Independent-film, för Vera Drake,  2004
- BAFTA Award för bästa kvinnliga huvudrollsinnehavare, för Vera Drake,  2005
- Laurence Olivier Award för bästa kvinnliga skådespelare i en musikal, för Sweeney Todd,  2013[8]
- Kommendör av 2 klass av Brittiska imperieorden,  2024[9]
- Laurence Olivier Award för bästa kvinnliga skådespelare i en musikal, för Hello, Dolly!,  2025
- Volpipokalen för bästa kvinnliga skådespelare
- Officer av Brittiska imperieorden

[Redigera Wikidata]

## Filmografi (i urval)
- 1992 – Peter's Friends
- 1995 – Förnuft och känsla
- 1996 – Trettondagsafton
- 1998 – Shakespeare in Love
- 2004 – Vera Drake
- 2006 – Shadow Man
- 2007 – Freedom Writers
- 2007 – Harry Potter och Fenixorden
- 2010 – Alice i Underlandet
- 2010 – Harry Potter och dödsrelikerna – Del 1
- 2012 – Piraterna! (röst)
- 2014 – Maleficent
- 2014 – Pride
- 2014 – Paddington (röst)
- 2017 – Paddington 2 (röst)
- 2019 – Downton Abbey
- 2020–2021 – Trying (TV-serie)
- 2022–2023 – The Crown (TV-serie)
- 2022 – Downton Abbey: En ny era
- 2023 – Flykten från kycklingfabriken (röst)
- 2025 – Paddington i Peru (röst)